# Carl Salemann

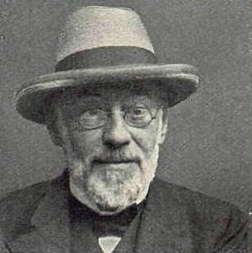
Carl Salemann

Carl Gustav Hermann Salemann (russisch Карл Германович Залеман, Karl Germanowitsch Saleman; * 28. Dezember 1849jul. / 9. Januar 1850greg. in Reval, Gouvernement Estland, Russisches Kaiserreich; † 30. Novemberjul. / 13. Dezember 1916greg. in Petrograd) war ein russischer Iranist und Hochschullehrer.

## Leben
Salemanns deutschbaltische Eltern waren der russische Oberstleutnant Hermann Salemann und seine Frau Jenny Louise Reinholdine geboren von Böningh. Salemann besuchte 1859–1867 die Domschule in Reval und studierte dann an der Universität St. Petersburg Orientalistik. 1871 wurde er zum Kandidaten und 1875 zum Magister der persischen Philologie promoviert. 1876 wurde er Privatdozent für Altpersich, Zend-Avesta und Pehlevi.
Salemann wurde 1875 Bibliothekarsassistent und 1879 Bibliothekar der Universität St. Petersburg. Er wurde 1886 Adjunkt, 1889 außerordentliches Mitglied und 1895 dann ordentliches Mitglied der Kaiserlichen Akademie der Wissenschaften.
1890 wurde Salemann Direktor des Asiatischen Museums der Akademie. Die Universität Gießen verlieh ihm die Ehrendoktorwürde. 1897 führte er zusammen mit dem Akademiemitglied Koržinsky eine wissenschaftliche Expedition in den westlichen Pamir durch. 1898 wurde er Korrespondierendes Mitglied der estländischen Literaturgesellschaft. 1908 wurde er zum Geheimen Rat (3. Rangklasse) ernannt.
Salemann arbeitete unter anderem zu den russischen Turfan-Manuskripten, die Wsewolod Iwanowitsch Roborowski (1856–1910) und Pjotr Kusmitsch Koslow (1863–1935) entdeckt hatten.

## Schriften (Auswahl)
- Mittelpersische Studien. In: Bulletin de l’Académie Impériale des Sciences de St.-Pétersbourg. Bd. 31, April 1887, Sp. 418–450 (online).
- (mit Valentin Shukovski) Persische Grammatik mit Literatur, Chrestomathie und Glossar. H. Reuther, Berlin 1889. 4., unveränderte Auflage: Harrassowitz, Leipzig 1947.
- als Hrsg.: Abdulqadiri Bagdaniensis Lexicon Šahnāmianum. Petersburg 1895.
- Judaeo-persica nach St.-Petersburger Handschriften. I. Chudâidât. Ein jüdisch-bucharisches Gedicht.  (= Mémoires de l’Académie Impériale des Sciences de St.-Pétersbourg. Série 7, Bd. 42, Nr. 14). Glasunoff, St. Petersburg 1897.
- Manichaeische Studien. I. Die mittelpersischen Texte in revidierter Transcription, mit Glossar und grammatischen Bemerkungen (= Mémoires de l’Académie Impériale des Sciences de St.-Pétersbourg. Série 8, Bd. 8, Nr. 10). Kaiserliche Akademie der Wissenschaften, St. Petersburg 1908.